# Joseph Greenberg
Joseph Harold Greenberg (Brooklyn, Nueva York, 28 de mayo de 1915-7 de mayo de 2001) fue un lingüista estadounidense, conocido por su trabajo en clasificación y tipología lingüística.

## Carrera
Trabajó por muchos años en la Universidad de Stanford, y sus contribuciones más importantes estuvieron en el campo de la tipología lingüística y en la búsqueda de universales lingüísticos; también propuso una clasificación de las lenguas de África, en cuatro unidades filogenéticas, ampliamente aceptada por los africanistas: Lenguas afroasiáticas, Lenguas nilosaharianas, Lenguas nigerocongolesas y Lenguas joisanas. Luego sustituyó las primeras, afroasiáticas, por la denominación de Lenguas hamito-semíticas o Lenguas camito-semíticas. También propuso otras agrupaciones más grandes para familias de lenguas ya conocidas, denominadas actualmente macrofamilias. Además postuló la existencia de unas macrofamilias más controvertidas como las lenguas amerindias y las lenguas euroasiáticas, en realidad su propia versión del Nostrático, al que añadió algunas lenguas y quitó otras. Estas dos últimas propuestas han encontrado mayor oposición, principalmente por los métodos que empleó para realizarlos. Su método, una evolución crítica del comparatismo, lo bautizó en un principio como comparatismo masivo, y luego lo denominó comparatismo multilateral.

## Obras
- 1963. "Some universals of grammar with particular reference to the order of meaningful elements," en Universals of Language, páginas 73 a 113. Cambridge: MIT Press.
- 1963. The Languages of Africa. Bloomington: Indiana University Press.
- 1987. Language in the Americas. Stanford: Stanford University Press.
- 2000. Indo-European and Its Closest Relatives: The Eurasiatic Language Family. Volume I: Grammar. Stanford: Stanford University Press.
- 2002. Indo-European and Its Closest Relatives: The Eurasiatic Language Family. Volume II: Lexicon. Stanford: Stanford University Press.
- 2005. Genetic Linguistics: Essays on Theory and Method, edited by William Croft. Oxford: Oxford University Press.